# Who's the Boss?
Who's the Boss?, conocida también como ¿Quién manda a quién? o ¿Quién es el jefe?, es una telecomedia estadounidense creada por Martin Cohan y Blake Hunter, que se emitió en la cadena estadounidense ABC desde el 20 de septiembre de 1984 hasta el 25 de abril de 1992. Producida por Embassy Television, en asociación con Hunter-Cohan Productions y Columbia Pictures Television. La serie estaba protagonizada por Tony Danza, quien interpreta a un exjugador de las Grandes Ligas de Béisbol —jugó en los Cardenales de San Luis— que se traslada a Fairfield, Connecticut, para trabajar como amo de llaves de una ejecutiva de publicidad divorciada (interpretada por Judith Light). También actuaban Alyssa Milano, Danny Pintauro y Katherine Helmond.

## Argumento
Anthony Morton Tony Micelli (Tony Danza) es un padre viudo, divertido y amable, que tiene una hija llamada Samantha (Alyssa Milano). Es el típico italoestadounidense que trata de hacer lo mejor posible para su hija y los demás. 
Tony trabaja como amo de llaves en la residencia de Angela Bower (Judith Light), una joven, bella y exitosa mujer de negocios y de clase alta, que trata de hacer lo mejor para su hijo, Jonathan. La madre de Angela, Mona (Katherine Helmond), también vive con ellos. Los actores que interpretan a los niños, Alyssa Milano y Danny Pintauro, van creciendo conforme va transcurriendo la serie y también van cambiando la trama de los capítulos.

## Episodio final
El episodio final de Who's the Boss?, llamado «Savor the Veal», se transmitió el 25 de abril de 1992, fue dividido en tres partes. Empieza en la casa de Angela Bower, donde se está llevando a cabo una reunión de amigos de Tony con motivo de la celebración de la graduación de Tony en la universidad. Sin embargo, en los siguientes días, Tony está desesperado por no encontrar trabajo. Recibe diversas cartas de respuesta y casi todas son solo agradecimientos. Solo una responde, pero Tony renuncia y pronto recibe otra oferta de trabajo. Pero es en Iowa. Junto con Angela, visita a una compañía en la que le han pedido que sea entrenador de béisbol. Tony no acepta porque estaría lejos de Angela. Pero ella sabe que Tony desea el trabajo. En el aeropuerto, Angela convence a Tony de quedarse y no viajar.
El apartamento de Iowa al que llegan tiene contentos tanto a Angela como a Tony. En tanto Mona llama a Angela, diciéndole que tiene un cliente muy importante y que no puede resolver el negocio sin su presencia. Angela y Tony viajan constantemente para verse, sin embargo, pronto se darán cuenta de que la vida de Angela está en Connecticut y la de Tony en Iowa. Deciden acabar la relación, pero Tony regresa a la casa de los Bower. La escena final es la misma que la del primer episodio de la serie, donde Tony toca su puerta y Angela sale con una toalla en la cabeza.

## Impacto
El programa recibió críticas positivas en la mayor parte de su carrera, convirtiéndose en una de las comedias más populares de mediados y finales de los ochenta. La serie fue nominada para más de cuarenta premios, entre ellos diez Primetime Emmy y cinco nominaciones al Globo de Oro. También fue un gran éxito en los índices de audiencia. La serie fue retransmitida por Warner Channel para Latinoamérica en el bloque de las series clásicas desde 1995 a 2003.

## Versiones

### Versión mexicana
- La televisora mexicana TV Azteca realizó su propia versión titulada Una familia con Ángel, del año 1998 a 1999, protagonizada por Daniel Martínez y Laura Luz.

### Versión argentina
- El canal Telefe de argentina lanzó una adaptación local titulada ¿Quién es el jefe?, protagonizada por Nicolás Vázquez y Gianella Neyra. Se estrenó en 2005 y finalizó en 2006, en sustitución de La niñera, versión local de The Nanny.

### Versión colombiana
- El canal colombiano Caracol Televisión produjo una adaptación colombiana titulada ¿Quién manda a quién? en el 2006.